# San Cristóbal (République dominicaine)
Pour les articles homonymes, voir San Cristóbal.
San Cristóbal est une ville du Sud de la République dominicaine, située à environ 30 km de la capitale Saint-Domingue C'est la capitale de la province de San Cristóbal.
C'est la ville natale du dictateur Rafael Leónidas Trujillo Molina (1891-1961).

## Secteurs
La ville est divisée en 31 secteurs :
- 5 de abril
- Canastica
- El Pomier
- Hatillo
- La Cruz
- La Guandulera
- La Suiza
- La Toma
- Las Flores
- Lava Pies
- Los Cacaitos
- Los Molinas
- Los Montones
- Los Corozos
- Los Novas
- Madre Vieja Norte
- Madre Vieja Sur
- Medina
- Moscú
- Pueblo Nuevo
- Sabana Toro
- Villa Fundación
- Villa Liberación
- Villa Valdez
- Zona Verde
- Miracielo
- Villa Mercedes
- Las Arecas
- Madre Vieja Sur
- Madre vieja Norte
- Villa Liveracion